# Willy Alberti
Willy Alberti, artiestennaam van Carel Verbrugge (Amsterdam, 14 oktober 1926 – aldaar, 18 februari 1985) was een Nederlands zanger uit de Amsterdamse Jordaan. Daarnaast trad hij op als acteur en televisiepresentator. Alberti wordt ver na zijn dood nog steeds herinnerd als een van de beste zangers die Nederland ooit voortbracht, die zowel het levenslied als opera zong.

## Biografie

### Jeugd
Carel Verbrugge was het derde kind in een gezin van acht kinderen van Jacobus Wilhelm Verbrugge (1901-1968) en Sophia Jacoba van Musscher (1901-1993), die op 26 oktober 1921 te Amsterdam waren getrouwd.

Carel werd geboren in de Konijnenstraat in de Jordaan. In 1931, vijf jaar oud, begon hij met zingen op straathoeken, ook op nationale feestdagen. Soms alleen en soms samen met zijn neef Jantje van Musscher, die later bekend zou worden als Johnny Jordaan. Het Leidse- of Rembrandtplein en de Beurspassage op het Damrak bij C&A waren zijn lievelingsplekjes. Hij zong daar liedjes van onder andere Willy Derby, die duidelijk zijn voorkeur hadden. Op deze manier verdienden zij wat centen voor de huishoudpot en een gering bedrag voor hen zelf. Rond die tijd nam hij zijn artiestennaam Willy Alberti aan. Aan het begin van de Tweede Wereldoorlog maakte hij zijn eerste plaat onder de naam Willy Alberti Tenore Napoletano. Ook was hij acteur in de vele volksstukken van onder andere Henvo (Henk Voogt) in de jaren veertig. Zijn zangcarrière begon in het Amsterdamse Edison Theater tijdens een jeugdzangwedstrijd waar hij eindigde op de tweede plaats. De eerste plaats werd gewonnen door een vriendje, John Kraaijkamp sr.

### Populariteit
Na de oorlog richtte Alberti zich in eerste instantie op Italiaanse liedjes. Vanaf 1948 zong hij bij de De bonte dinsdagavondtrein, een in die tijd populair radioprogramma. Gedurende de jaren vijftig werd Alberti steeds populairder. Behalve Italiaanse liedjes ging hij ook steeds meer Nederlandstalig repertoire zingen, vooral liedjes van Alex de Haas en Max Tak. Samen met Max van Praag vormde hij het duo De Straatzangers. Eind jaren vijftig scoorde hij zelfs een hit in de Verenigde Staten met het nummer Marina. In 1958 was hij voor het eerst op de Nederlandse televisie te zien, in het VARA-programma Dorus.
In de jaren zestig begon Alberti op te treden met dochter Willeke. Alberti was zo de leermeester van Willeke. Samen traden ze veel op en scoorden ze meerdere hits. Vanaf 1965 presenteerden vader en dochter het maandelijkse televisieprogramma Willy en Willeke bij de AVRO, dat enorm populair werd. Willy Alberti won in de jaren zestig twee Edisons. In 1962 speelde hij een rol in de succesvolle speelfilm Rififi in Amsterdam van John Korporaal.
Alberti was een groot sportliefhebber. Hij was goed bevriend met wielrenner Peter Post en was zelfs af en toe actief als ploegleider.

### Latere jaren en overlijden
In 1968 begon Alberti een grammofoonplatenzaak aan het Osdorpplein in Amsterdam, genaamd Disco Alberti, waar hij zelf ook geregeld achter de toonbank stond evenals dochter Willeke. Zoon Tonny was in- en verkoper en werd later adjunct-directeur. Sinds de jaren 80 werden steeds minder grammofoonplaten verkocht en daarom werden ook andere aanverwante zaken verhuurd of verkocht zoals videobanden. De zaak werd nog voor het overlijden van Willy verkocht.
In de jaren zeventig nam de populariteit van Alberti langzaam af, al scoorde hij nog enkele hits.  De zanger en komiek André van Duin maakte in 1980 een parodie op het nummer dat Alberti zong naar aanleiding van het aftreden van koningin Juliana (Juliana bedankt), met als titel Willy Alberti bedankt!. In 1983 scoorde Alberti samen met zijn dochter Willeke nog een grote hit: Niemand laat zijn eigen kind alleen, een bewerking van Save Your Love (1982) van Renée & Renato.
In 1983 werd ontdekt dat Alberti aan een ernstige maagklepaandoening leed wat de oorzaak was van zijn enorme gewichtsafname. In januari 1985 was hij nog eenmaal op televisie te zien in het programma van Mies Bouwman, In de hoofdrol. Op 18 februari 1985 overleed hij aan een dubbele hersenbloeding. Hij werd gecremeerd in crematorium Westgaarde in Amsterdam.

## Familie
In 1944 trouwde hij met de Arnhemse Hendrika Geertruida (Ria) Kuiper (1921-2011), waarna op 3 februari 1945 dochter Willeke werd geboren en op 28 januari 1950 zoon Tonny (overleden op 28 december 2023).

## Postume eerbewijzen

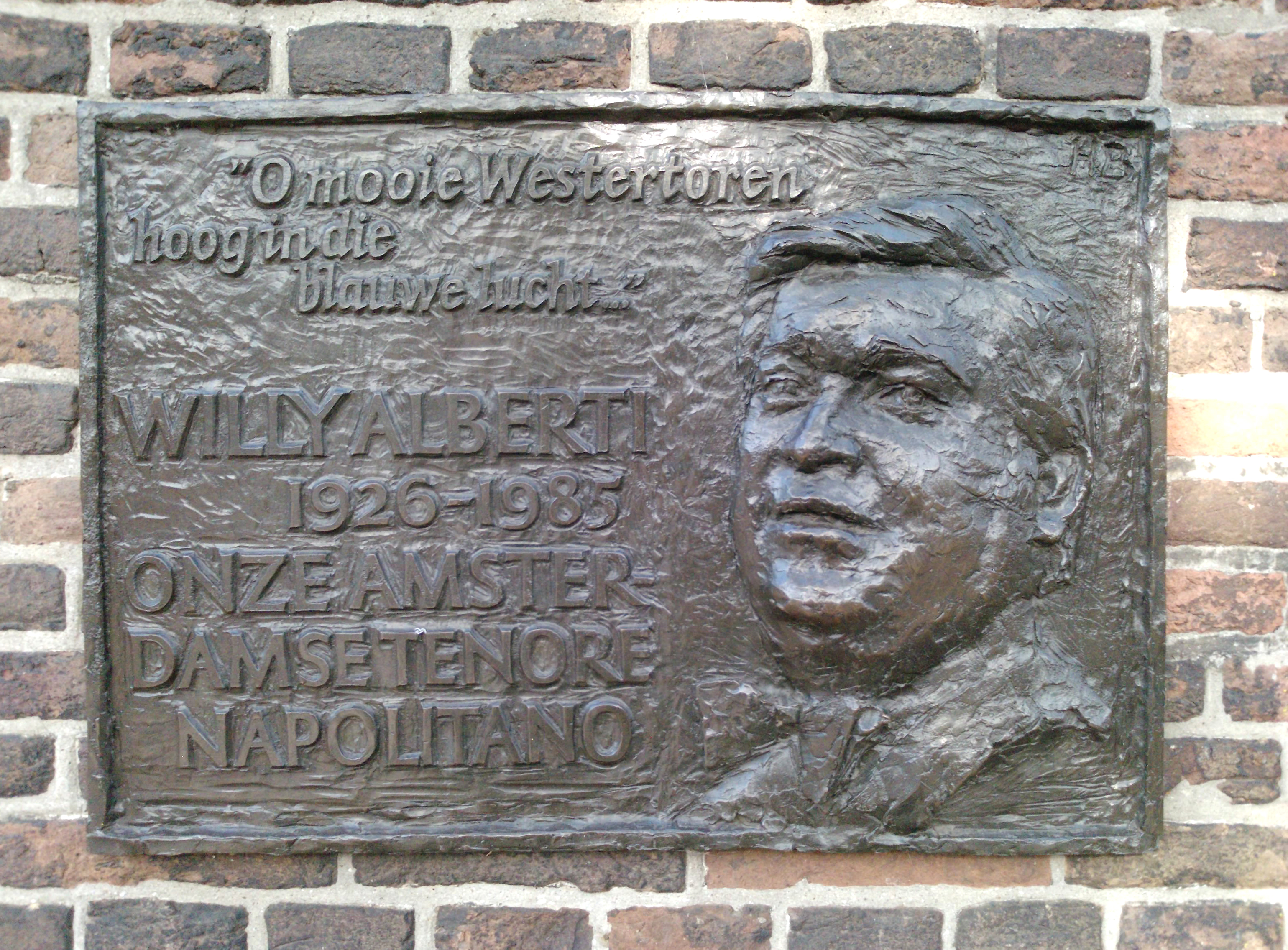
Plaquette op de Westertoren

In 1986 werd aan de gevel van de Westertoren in de Jordaan een plaquette aangebracht ter herinnering aan Willy Alberti.
Zijn vrouw Ria ontplooide na zijn dood vele activiteiten om de herinnering aan hem levend te houden. Zo vertoonde ze filmopnames van optredens in buurtzaaltjes en bejaardenhuizen. In 1997 richtte ze een Willy Alberti-museum op dat in 2001 heropend werd aan de rand van het centrum. Ze was eregast op elke bijeenkomst waar het Jordaanrepertoire ten gehore werd gebracht.

## Discografie

### Albums
| Album met eventuele hitnotering(en) in de Nederlandse Album Top 100 | Datum van verschijnen | Datum van binnenkomst | Hoogste positie | Aantal weken | Opmerkingen                         |
| ------------------------------------------------------------------- | --------------------- | --------------------- | --------------- | ------------ | ----------------------------------- |
| Kerstmis met Willy en Willeke                                       | 1963                  |                       |                 |              | met Willeke Alberti                 |
| Jeugdherinneringen                                                  |                       | 4 januari 1975        | 6               | 9            | met Johnny Jordaan                  |
| Mijn leven is een lied                                              |                       | 22 december 1979      | 45              | 2            |                                     |
| De grootste operasuccessen                                          |                       | 4 december 1993       | 43              | 10           |                                     |
| De onvergetelijke Willy Alberti                                     |                       | 15 maart 1997         | 35              | 12           | Verzamelalbum                       |
| De Straatzangers                                                    |                       | 29 november 1997      | 41              | 14           | met Max van Praag / Verzamelalbum   |
| De onvergetelijke Willy Alberti 2                                   |                       | 28 maart 1998         | 42              | 9            | Verzamelalbum                       |
| 100 Mooiste liedjes van Willy & Willeke Alberti                     |                       | 16 februari 2008      | 62              | 4            | met Willeke Alberti / Verzamelalbum |

### Singles
| Single met eventuele hitnotering(en) in de Nederlandse Top 40 | Datum van verschijnen | Datum van binnenkomst | Hoogste positie | Aantal weken | Opmerkingen |
| ------------------------------------------------------------- | --------------------- | --------------------- | --------------- | ------------ | --- |
| Pre-Top 40                                                    |                       |                       |                 |              | |
| Mijn sprookjesboek                                            | 1941                  | -                     |                 |              | met orgelbegeleiding van Cor Steyn                                                                             |
| Ik zing dit lied voor jou alleen                              | 1946                  | -                     |                 |              | |
| Veel mooier dan het mooiste schilderij                        | 1946                  | -                     |                 |              | |
| Droomland                                                     | 1950                  | -                     |                 |              | met Ans Heidendaal                                                                                             |
| Vivere                                                        | 1955                  | -                     |                 |              | |
| Moeder                                                        | 1955                  | -                     |                 |              | |
| Ci-ciu-ci                                                     | 1955                  | -                     |                 |              | |
| Als een wilde orchidee                                        | 1955                  | -                     |                 |              | |
| Ricordate Marcellino?                                         | 1956                  | -                     |                 |              | |
| Tani                                                          | 1957                  | -                     |                 |              | |
| De wereld rond                                                | 1957                  | -                     |                 |              | |
| Scapricciatiello                                              | 1958                  | -                     |                 |              | |
| Harlekijntje / Zeg, pappie                                    | 1958                  | -                     |                 |              | met Willeke Alberti                                                                                            |
| Nel blu dipinto di blu (Volare)                               | 1958                  | 07-1958               | 4               | 7M           | |
| Come prima                                                    | 1958                  | 10-1958               | 2               | 6M           | #1 in Muziek Parade                                                                                            |
| Piove (Ciao ciao bambina)                                     | 1959                  | 04-1959               | 1               | 5M           | |
| Una marcia in fa                                              | 1959                  | 06-1959               | 3               | 4M           | |
| Marina                                                        | 1959                  | 09-1959               | 1               | 9M           | |
| Romantica                                                     | 1960                  | 03-1960               | 14              | 1M           | |
| Quando quando quando                                          | 1962                  | 07-1962               | 11              | 4M           | |
| Sei rimasta sola                                              | 1963                  | 12 april 1963         | 6               | 4            | met Willeke Alberti                                                                                            |
| Buona notte bambino                                           | 1963                  | 26 april 1963         | 1               | 23           | |
| Sabato sera                                                   | 1964                  | 2 mei 1964            | 44              | 4            | met Willeke Alberti                                                                                            |
| M = aantal maanden (Pre-Top 40)                               |                       |                       |                 |              | |
| Top 40                                                        |                       |                       |                 |              | |
| Dat afgezaagde zinnetje (Something stupid)                    | 1967                  | 25 maart 1967         | 2               | 12           | met Willeke Alberti                                                                                            |
| Mooi Amsterdam                                                |                       | 23 maart 1968         | tip             | -            | met Wim Sonneveld                                                                                              |
| De glimlach van een kind (Toi-tu voudrais)                    | 1968                  | 28 december 1968      | 26              | 7            | |
| Ajax olé olé olé (je bent mijn glorie)                        |                       | 31 mei 1969           | tip             | -            | |
| Chi-ri-bi-ri-bin pom pom pom                                  |                       | 13 september 1969     | tip             | -            | met Willeke Alberti                                                                                            |
| Een reisje langs de Rijn                                      | 1969                  | 6 december 1969       | tip             | -            | met Willeke Alberti                                                                                            |
| We gaan naar Londen                                           |                       | 22 mei 1971           | 17              | 4            | #20 in de Daverende 30                                                                                         |
| Juliana bedankt!                                              | 1980                  | 23 februari 1980      | 18              | 5            | #11 in de Nationale Hitparade                                                                                  |
| Niemand laat zijn eigen kind alleen (Save your love)          | 1982                  | 15 januari 1983       | 5               | 8            | met Willeke Alberti; #4 in de Nationale Hitparade; Titel volgens label: Je laat je eigen kind toch niet alleen |
| De spiegel van mijn leven                                     |                       | 1984                  |                 |              | |
| Liefde                                                        | 1987                  | 25 april 1987         | 38              | 3            | #34 in de Nationale Hitparade                                                                                  |
| De glimlach van een kind                                      | 1995                  | 28 januari 1995       | 34              | 3            | met Willeke Alberti;#33 in de Mega Top 50                                                                      |
| Jij bent het leven voor mij                                   | 1997                  | 3 mei 1997            | 32              | 4            | met André Hazes;#35 in de Mega Top 100                                                                         |

### NPO Radio 2 Top 2000
| Nummer met noteringen in de NPO Radio 2 Top 2000 | '99 | '00 | '01 | '02  | '03  | '04 | '05  | '06  | '07  | '08  | '09  | '10  | '11  | '12  | '13  | '14  | '15  |
| ------------------------------------------------ | --- | --- | --- | ---- | ---- | --- | ---- | ---- | ---- | ---- | ---- | ---- | ---- | ---- | ---- | ---- | ---- |
| De glimlach van een kind                         | 529 | 950 | 979 | 1266 | 1195 | 921 | 1114 | 1158 | 1360 | 1145 | 1581 | 1665 | 1682 | 1610 | 1681 | 1927 | 1892 |

1. ↑  Een vetgedrukt getal geeft de hoogste notering aan.
2. ↑  Deze tabel is bijgewerkt tot en met de meest recente editie (2024).

### Dvd's
| Dvd's met hitnoteringen in de Nederlandse Music Top 30 | Datum van verschijnen | Datum van binnenkomst | Hoogste positie | Aantal weken | Opmerkingen                     |
| ------------------------------------------------------ | --------------------- | --------------------- | --------------- | ------------ | ------------------------------- |
| Bij ons in de Jordaan                                  | 2005                  | 17 september 2005     | 1(3wk)          | 13           | met Johnny Jordaan & Tante Leen |
| Zijn mooiste liedjes                                   | 2008                  | 2 februari 2008       | 6               | 20           |                                 |

- Bibliothèque nationale de France: cb16573348v (data)
- Biografisch Portaal: 19892110
- Gemeinsame Normdatei: 1074373049
- International Standard Name Identifier: 0000 0001 3327 9261
- Library of Congress Control Number: no98027236
- MusicBrainz: 60bbc45a-a4d2-4aaa-815a-a27d4770b889
- Nederlandse Thesaurus van Auteursnamen: 071296999
- Virtual International Authority File: 232207558